# La Liga de 1973–74
A La Liga de 1973–74 foi a 43º edição da Primeira Divisão da Espanha de futebol. Com 18 participantes, o campeão foi o FC Barcelona.